# Allocosa guianensis
Allocosa guianensis este o specie de păianjeni din genul Allocosa, familia Lycosidae. A fost descrisă pentru prima dată de Caporiacco, 1947.
Este endemică în Guyana. Conform Catalogue of Life specia Allocosa guianensis nu are subspecii cunoscute.